# لیک ساکسس (نیویورک)
لیک ساکسس (به انگلیسی: Lake Success) یک روستا در ایالات متحده آمریکا است که در شهرستان ناساو، نیویورک واقع شده‌است. لیک ساکسس ۵٫۰ کیلومتر مربع مساحت و ۲٬۹۳۴ نفر جمعیت دارد و ۶۲ متر بالاتر از سطح دریا واقع شده‌است.